# Borgholms kungsgård
Borgholms kungsgård är en herrgård i Borgholms kommun. 
Borgholms kungsgård/ladugård omnämns 1515 och benämns kungsgård första gången 1531. Kungsgården torde inledningsvis ha bestått av de gårdar/jordar som tidigare legat under slottet. Som egen förvaltningsenhet tillkom kungsgården 1533 då Mårten Larsson utnämndes till fogde där. 
Värt att notera är ett Gustav Vasa daterar brev på Borgholms kungsgård/ladugård 1532, 1533, 1537 och 1546.
Sedan gården bränts av danskarna 1677 byggdes ett stort stenhus med två bostadsvåningar. Från 1682 var gården utarrenderad. Vid mitten av 1800-talet blev Carl Hultenberg arrendator. Han lät bland annat uppföra ett nytt corps-de-logi. Mangårdsbyggnaden köptes in av drottning Victoria 1922. Den är sedan 1924 Drottning Victorias Vilohem. Arrendatorsbostaden ligger nu åter vid Vasahuset. Till kungsgården hörde en trädgård som anlades under Johan III:s tid. Den lades ner 1958. 
Kungsgården består av 90 hektar odlad jord jämte betesmark. Den drivs som ett modernt lantbruk, med cirka 70 kor av rasen SRB samt dikor.